# آب‌انبار حصار گلی
آب‌انبار حصار گلی مربوط به دوره قاجار یه‌است و در شهرستان ورامین، بخش جوادآباد، روستای حصار گلی واقع شده و این اثر در تاریخ ۱۲ بهمن ۱۳۸۱ با شمارهٔ ثبت ۷۴۳۸ به‌عنوان یکی از آثار ملی ایران به ثبت رسیده است.